# The Globe and Mail
The Globe and Mail é um jornal canadense de língua inglesa, sediado em Toronto e impresso em seis cidades do Canadá. É o jornal canadense de maior circulação e o segundo de maior importância, atrás do Toronto Star. É de propriedade da CTVglobemedia.